# Erskine College Men's Volleyball
Lo Erskine College Men's Volleyball è la squadra di pallavolo maschile appartenente allo Erskine College, con sede a Due West: milita nella Conference Carolinas della NCAA Division I.

## Storia
La squadra di pallavolo maschile dello Erskine College Men's Volleyball viene fondata nel 2012, venendo subito iscritta alla Conference Carolinas. Il primo allenatore dei Flying Fleet è Derek Schmitt, che resta alla guida del programma per tre anni, vincendo la Conference Carolinas 2014, centrando la prima qualificazione al torneo NCAA Division I, dove la squadra esce sconfitta ai quarti di finale contro la Stanford. 
Dopo una parentesi con Cole Tallman in panchina nel 2015, il programma viene affidato a Justin Brubaker, che centra la vittoria della Conference Carolinas 2016, uscendo sconfitto nuovamente ai quarti di finale del torneo NCAA Division I, questa volta contro la CSU Long Beach.

## Record
| Piazzamento          |   | Edizione                           |
| -------------------- | - | ---------------------------------- |
| Tornei NCAA          | 2 | Quarti di finale: 2 2014, 2016     |
| Titoli di conference | 2 | Conference Carolinas: 2 2014, 2016 |

## Conference
- Conference Carolinas: 2013-

## Allenatori
- Derek Schmitt: 2012-2014
- Cole Tallman: 2015
- Justin Brubaker: 2016-